# 대한민국 상법 제351조
대한민국 상법 제351조는 전환의 등기에 대한 상법 회사법의 조문이다.

## 조문
제351조(전환의 등기) 주식의 전환으로 인한 변경등기는 전환을 청구한 날 또는 제346조제3항제2호의 기간이 끝난 날이 속하는 달의 마지막 날부터 2주 내에 본점소재지에서 하여야 한다.